# Албена
Албе́на (болг. Албена) — кліматичний курорт у Болгарії на березі Чорного моря, розташований на південний схід від міста Добрич.
Піщаний пляж довжиною понад 5 км і шириною 150 м; численні готелі, кемпінги, яхт-клуб.
Середні літні температури у межах 23—28 °С, опадів дуже мало, температура морської води 20—24 °С.
Албена — один із найпопулярніших приморських курортів Болгарії, центр відпочинку і туризму.